# Hudson (personaggio)
Hudson è un personaggio della serie televisiva a cartoni animati Gargoyles - Il risveglio degli eroi realizzata dalla Disney e andata in onda dal 1994 al 1997.
In italiano è doppiato da Sandro Iovino.

## Caratteristiche del personaggio
Hudson rappresenta una figura paterna per Golia, il guerriero lo considera non solo un prezioso amico ed alleato, ma anche il suo più grande confidente. Egli, pur essendo in pensione da molto tempo è rimasto un forte guerriero ed un astuto stratega. A prova di ciò Golia spesso invoca il suo consiglio e la sua esperienza.
Dopo essere stato risvegliato, Hudson è stato il primo a scegliere il nome, e prese spunto dal fiume di New York.
Hudson non prova alcun rancore per gli umani con cui, se possibile fa amicizia molto facilmente, in particolare vede molto di buon occhio Elisa Maza, di cui appoggia la relazione con Golia.
È estremamente protettivo nei confronti del suo clan ed è molto benvoluto da tutti i membri; tuttavia quando Golia si assenterà per girare il mondo, egli non prenderà nuovamente il comando lasciandolo invece al fido Brooklyn (consapevole del fatto che il suo tempo come capo è finito e preferendo porre la sua fiducia nelle nuove generazioni).
Di tutti i membri del clan è quello di cui Bronx si fida di più e quello con cui passa più tempo; ma in generale Hudson, differentemente dagli altri gargoyles è spesso molto benvoluto dagli animali.
Con Angela riveste il ruolo di nonno e la ragazza gli è molto affezionata.
Nonostante non lo dimostri mai per motivi di orgoglio ed arroganza, perfino Dèmona ha molto rispetto per lui, e sebbene a volte lo critichi in quanto troppo vecchio e debole per continuare a combattere, dimostra di stimarlo appellandolo come "vecchio soldato".
Nonostante la sua grande saggezza, Hudson non ha mai imparato a leggere, in quanto nato in un'epoca in cui la battaglia valeva più della cultura, ciò nonostante avrebbe sempre voluto imparare, cosa che farà grazie all'amico Jeffrey Robbins, uno scrittore cieco con cui farà amicizia.
Hudson è di natura pacifica e molte volte guarda la televisione o fa la guardia alla casa, mentre gli altri sono in pattuglia. Tuttavia rimane un fiero guerriero, pronto a rispondere a qualsiasi sfida.
Si presenta come un gargoyles grande e dal fisico imponente, leggermente in sovrappeso e di poco più basso di Golia, (probabilmente per via della vecchiaia) le sue orecchie appuntite, il suo grande naso, le molte rughe e le tre paia di corna simili a bitorzoli lo fanno rassomigliare un po' a un troll. I suoi lunghi capelli bianchi si sono da tempo ritirati ed ora partono dalla nuca lasciando scoperta la testa calva e le piccole corna, ha una folta barba bianca e due grandi ali simili a quelle di un pipistrello; stranamente la sua coda è più piccola di quella degli altri Gargoyles del clan. Sua caratteristica peculiare è la cicatrice sull'occhio sinistro che da grande espressione al suo volto.
A differenza degli altri gargoyles che indossano solo una cinghia ed un perizoma, Hudson indossa anche dei pantaloni ed un corpetto in cuoio, oltre a due bracciali sui polsi.
è anche l'unico gargoyle del clan che, regolarmente, si avvale di un'arma (una piccola spada), che ha iniziato a usare qualche tempo dopo aver perso un occhio. In un episodio della terza serie, si sottoporrà ad un intervento chirurgico per guarire da un glaucoma.

## Biografia del personaggio
Hudson nasce nel clan di gargoyles del castello Wyvern, intorno all'878 d.C., in gioventù le sue grandi abilità strategiche e combattive lo portano a diventare il leader del suo Clan, oltre che un grande amico del principe Malcolm, sovrano del castello.
Mentre è sicuro che addestrò personalmente Golia vedendo nel giovane il suo degno erede al comando, non è del tutto chiaro se sia stata sua allieva anche Demona. Fatto sta che i due divennero i suoi assistenti in comando ed i suoi guerrieri migliori.
Nel 984 d.C., Hudson cede il comando a Golia dopo aver perso l'uso di un occhio in seguito ad una battaglia con l'Arcimago. Da allora inizierà ad avvalersi di una spada in maniera regolare. Golia insisterà perché continui ad aiutarlo nonostante la decisione del pensionamento, sebbene Hudson sappia che Golia è un buon leader anche senza il suo aiuto deciderà di restargli accanto alla guida comunque.
Nel 994 d.C. (all'età di 100 anni) lui e Golia sono stati gli unici due gargoyles che si sono salvati lasciando il castello di Wywern, e quindi sono stati assenti durante il raid che ha distrutto gran parte del resto del clan.
Di seguito quando andranno a salvare la gente del castello rapita dai vichinghi, sarà pietrificato dal Magus e in tali condizioni rimarrà per 1000 anni.
Arrivato nel nostro tempo e risvegliato dal lungo sonno assieme ai compagni grazie a David Xanatos, inizialmente verrà sfruttato dall'uomo, ma poi grazie ad Elisa e Golia capirà la malvagità dell'uomo; tuttavia i gargoyles non sono più sicuri al castello (in quanto proprietà di Xanatos) e devono trovarsi un nuovo rifugio per il giorno. Paradossalmente Hudson è più propenso di Golia per un trasferimento.
Trasferitisi nella torre del distretto di polizia, i gargoyle incominceranno a difendere la città, compreso Hudson, sebbene lui stia spesso in disparte o a fare la guardia per lasciare spazio ai "giovani"
Fa amicizia con lo scrittore cieco Jeffrey Robbins (che rivela solo in seguito di aver capito subito la sua identità di gargoyle "con il suo accento scozzese, visite prettamente notturne, e l'odore di vecchio cuoio"), dall'uomo imparerà a leggere.
Nella terza serie non canonica il suo occhio sano avrà un glaucoma e Hudson farà un'operazione per rimetterlo in sesto, divenendo il primo gargoyle a subire un intervento.
In seguito, sempre nella terza serie, lui e il suo clan sdoganeranno la loro specie agli occhi degli umani grazie ai loro atti eroici e saranno comunemente accettati dalla comunità.
Ben più drammatica è la situazione nel seguito canonico delle prime due stagioni a fumetti. Gli umani sanno dell'esistenza dei gargoyle, e questi ultimi non hanno altra scelta che rimanere al castello di Xanatos, intenzionato ad approfittare della situazione per usarli per i suoi loschi scopi; se poi provassero ad andarsene dal castello sarebbero preda facile per John Castaway e la squadra anti-gargoyle.
Durante la festa di Halloween, svoltasi nell'Eyre Building, il malvagio gargoyle Ailog attacca il clan di Manhattan insieme al clan dei cloni. L'obiettivo principale del malvagio gargoyle è quello di prelevare campioni di DNA da tutto il clan, e sfortunatamente ci riesce ferendo tutti con dei pugnali nascosti.
Delilah, che era presenta alla festa, riesce a porre fine allo scontro e, avendo imparato a ragionare da per sé, decide di non allearsi con Ailog e di ritornare al covo di Talon e con lei vanno gli altri cloni, eccezione fatta per Brentwood che si allea con Ailog.
Dopo che il malvagio gargoyle se n'è andato, tutti i membri del clan di Manhattan vengono curati dal dott. Sato.
In seguito sia Hudson che Lexington andranno con Macbeth a Londra, ed insieme al clan di Griff e Re Artù cercheranno di potare la Pietra del Destino in Scozia.
Sfortunatamente Xanatos cercherà di impossessarsene e scaglierà contro di loro Freddoacciao, Coyote e i robot gargoyle.
Hudson durante lo scontro subirà le pene dell'inferno per colpa di Freddoacciao, ma interverranno Pietrafredda e Fuocofreddo salvandogli la vita e sconfiggendo tutti i nemici. Purtroppo il piano di portare la pietra del Destino in Scozia fallirà, poiché Xanatos riuscirà a prenderla.
Dopodiché Hudson ritornerà a Manhattan insieme a Lexington, Pietrafredda e Fuocofreddo, e dopo aver conosciuto Katana e Nashville, moglie e figlio di Brooklyn, lui e tutto il suo clan andranno a Times Square a fermare il Branco.

## Poteri e abilità
Come tutti i gargoyles Hudson dispone di forza, resistenza e agilità sovrumane, è in grado di sfondare una porta di metallo a spallate, abbattere un muro di pietra a pugni, perforare l'acciaio con gli artigli e scaraventare un essere umano a centinaia di metri di distanza, può pareggiare la velocità di un felino in un percorso rettilineo e per abbatterlo ci vogliono come minimo quattro uomini armati. è estremamente resistente ai sedativi e al dolore ed è capace di affrontare anche più avversari alla volta con una destrezza incredibile. Il tutto certo, con i limiti imposti dall'avanzata età.
Durante il giorno il suo corpo è pietrificato e lui si trova in uno stato simile al sonno per un umano; sebbene questo sia uno svantaggio, poiché in questo stato è estremamente vulnerabile ad un attacco nemico, dall'altra è ciò che permette alla sua specie di riprendersi da ferite e stordimenti; indipendentemente dalle condizioni in cui i gargoyless versano al sorgere del sole infatti, alla seguente notte sono nuovamente in perfetta forma fisica. Tale processo gli permette anche di fare a meno dell'immenso approccio calorico necessario per il sostentamento della sua specie (all'incirca tre mucche al giorno secondo Sevarius); dunque per vivere non avrebbe bisogno né di mangiare né di bere.
Hudson possiede due grandi ali simili a quelle dei pipistrelli, la cui apertura è perfino maggiore a quella di un'aquila reale; il che non vuol dire che lui possa volare, anzi, la sua specie non può "volare" come lo intendono gli umani ma solo planare sulle correnti d'aria, soprattutto se ascensionali.
Ciò nonostante non si fanno trasportare dal vento, ma una volta sospesi possono direzionare il loro andamento spostando il loro baricentro o sbattendo le ali.
Essendo stato un tempo il leader del clan è anche un abilissimo leader, nonostante nella serie non lo si veda mai in queste vesti.
Hudson è capace di usare le armi da taglio ed è un maestro spadaccino, dato che si avvale di tale strumento molto più spesso dei suoi compagni.
Quando si arrabbia inoltre i suoi occhi hanno la fosforescenza bianca tipica dei gargoyles.

## Curiosità
- È stato il primo gargoyle a subire un intervento chirurgico (solo nella terza serie considerata non canonica).
- In un episodio si è detto che è il padre biologico di Broadway, in seguito non si fa più accenno a nulla del genere ed inoltre pare che sia Hudson che Broadway non sappiano nulla riguardo alla loro parentela.